# Real Illusions: Reflections
A Real Illusions: Reflections Steve Vai 2005-ben megjelent nagylemeze, melyet az Epic/Red Ink adott ki. A lemezt hosszú várakozás előzte meg, elődje 1999-ben jelent meg The Ultra Zone címmel. A Lotus Feet című dalt Grammy-díjra jelölték "legjobb instrumentális rockdal" kategóriában. Egy érzelmekkel teli darabról van szó, mivel a lemezen 7. dalként szerepel. (lásd: The Seventh Song). A dal élőben került rögzítésre 2004-ben a The Aching Hunger Tour Hollandiai állomásán.
Steve a felvételre a G3 koncertekről ismerős társait toborozta maga mellé. Billy Sheehan, Jeremy Colson, Dave Weiner és Tony MacAlpine is szerepel a lemezen számos kisegítő muzsikus mellett. A fent megnevezett zenészek Vai The Breed névre keresztelt zenekarában játszottak a megjelenést követően.

## Számlista
A dalokat Steve Vai írta.
1. "Building the Church" – 4:58
2. "Dying for Your Love" – 4:50
3. "Glorious" – 4:35
4. "K'm-Pee-Du-Wee" – 4:00
5. "Firewall" – 4:19
6. "Freak Show Excess" – 6:51
7. "Lotus Feet" – 6:45
8. "Yai Yai" – 2:37
9. "Midway Creatures" – 3:42
10. "I'm Your Secrets" – 4:26
11. "Under it All" – 8:07

## Zenészek
- Steve Vai – gitár, ének
- Billy Sheehan – basszusgitár
- Jeremy Colson – dob
- Dave Weiner – gitár, akusztikus gitár, szitár
- Tony MacAlpine – gitár, billentyűs hangszerek, vokál
- Chris Opperman – zongora
- Bill Reichenbach Jr. és Charles Loper – trombita
- Gregg Bissonette – ütőhangszerek
- Stacie Ellis – vokál
- Charles Loper – harsona
- Pia Vai – hárfa
- Dan Higgins és Larry E. Williams – szaxofon

Vendégvokalisták:
- Len Birman
- Michael Mesker
- Fire Vai
- Thomas Nordegg
- Jeff Mallard
- Laurel Fishman
- Ruby Birman[2]